# كوكي تاتشي
كوكي تاتشي (باليابانية: 舘 幸希) (مواليد 14 ديسمبر 1997) هو لاعب كرة قدم ياباني.

## وصلات خارجية
- كوكي تاتشي على موقع رابطة كرة القدم اليابانية للمحترفين (اليابانية)
- كوكي تاتشي على موقع قاعدة بيانات كرة القدم.إي يو (الإنجليزية)
- كوكي تاتشي على موقع Soccerway.com (الإنجليزية)
- كوكي تاتشي على موقع عالم كرة القدم.نت (الإنجليزية)